# 坂戸こまつな
坂戸 こまつな（さかと こまつな、1981年7月27日 - ）は、日本の舞台女優、声優。埼玉県坂戸市出身 。本名および旧芸名は佐野 恵子（さの けいこ）。

## 略歴
以前はUSP、劇団すごろく、ぐるーぷ・インパクト、オフィス海風に所属していた。

## 人物
趣味はカラオケ、ひなたぼっこ、映画鑑賞、接客。特技は殺陣、三味線、妄想。
好きな時代劇は『喧嘩屋右近』。好きな時代劇役者は杉良太郎。
座右の銘は「ばかになれ」、「青春の失敗とは、失敗を恐れて挑戦しない事である」。

## 出演

### テレビアニメ
2008年
- あたしンち（男の子、クラスメイト、男の子C）
- キクちゃんとオオカミ（子供）
- 忍たま乱太郎（2008年 - 2025年、伏木蔵〈3代目〉'、一平、忍たま、ケロちゃん）

2009年
- 青い瞳の女の子のお話（男の子）
- クレヨンしんちゃん / SHIN-MEN（2009年 - 2010年、KSB48のレディースE、園児、飼い主、表面張力ちゃんB、ガク）
- ご姉弟物語（カズキ）
- 名探偵コナン（コンビニ店員）

2010年
- スティッチ! 〜ずっと最高のトモダチ〜（マキ子）
- はなかっぱ（みろりんママ）

2012年
- キングダム（泰の子）
- Zoobles!（ププ、トフィー）

2013年
- 黒魔女さんが通る!!（おさき魔ックラ）

2023年
- アルスの巨獣（子ども）

### 劇場アニメ
- 劇場版アニメ 忍たま乱太郎 忍術学園 全員出動!の段（2011年、伏木蔵[7]、上ノ島一平[8]）
- 劇場版 忍たま乱太郎 ドクタケ忍者隊最強の軍師（2024年、伏木蔵）

### ゲーム
2005年
- パチパラ12 〜大海と夏の思い出〜（村瀬杏子）

2006年
- 絶体絶命都市2 -凍てついた記憶たち-（本多涼子）
- パチパラ13 〜スーパー海とパチプロ風雲録〜（村瀬杏子）

2007年
- パチパラ14 〜風と雲とスーパー海IN沖縄〜（村瀬杏子）

2009年
- 絶体絶命都市3 -壊れゆく街と彼女の歌-（本多涼子）
- なりそこない英雄譚〜太陽と月の物語〜（ピーター）

2011年
- パチパラ3D プレミアム海物語 〜夢見る乙女とパチンコ王決定戦〜 （片山津藍）

2012年
- パチパラ3D 大海物語2 〜パチプロ風雲録・花 希望と裏切りの学園生活〜（片山津藍）
- パチパラ3D 大海物語2 With アグネス・ラム 〜パチプロ風雲録・花 消されたライセンス〜（片山津藍）

### ドラマCD
- 忍たま乱太郎 ドラマCD シリーズ（2010年 - 2015年）

（鶴町伏木蔵） - 3作品
（上ノ島一平） - 2作品

### ラジオ
※はインターネット配信。
- ポンコツラジオ（JAM STATION※）

### 舞台
- 朝風（武人）
- あなたが地球にいた頃（さくら）
- うるさ方（おかみ）
- お憑かれonly 幽（お常）
- 思い出のガーデニア（あざみ）
- 風光る（おきち）
- 平屋騒乱記須原屋解体新書殺人事件（平屋源之介）
- 雷名（お菊）

### シリーズ一覧
1. ↑  『保健委員会の段』（2010年）、『一年い組＆ろ組の段』（2014年）、『ろ組の段〜中巻〜』（2015年）
2. ↑  『生物委員会の段』（2012年）、『ろ組の段〜中巻〜』（2015年）